# جونا وليامز
جونا وليامز (بالإنجليزية: Jonah Williams)‏ هو لاعب كرة قدم أمريكية أمريكي، ولد في 17 نوفمبر 1997 في أتلانتا في الولايات المتحدة.

## روابط خارجية
- جونا وليامز على موقع إي إس بي إن.كوم (أن.أف.أل)3
- جونا وليامز على موقع مرجع كرة القدم المحترفة.كوم (الإنجليزية)
- جونا وليامز على موقع كلية كرة القدم في سبورتس رفرنس.كوم (الإنجليزية)